# Озерки (село, Даниловский район)
Озерки — село в Даниловском районе Ярославской области. Входит в состав Середского сельского поселения, относится к Середскому сельскому округу.

## География
Расположена на берегу реки Касть в 5 км на запад от центра поселения села Середа и в 34 км на юго-восток от райцентра города Данилова.

## История
Каменная церковь Успения Божией Матери построена в 1764 году на средства прихожанина боярина Ивана Ивановича Поздеева. В церкви было три престола: во имя Успения Божьей Матери, во имя Святителя Николая Чудотворца и во имя Преподобного Александра Свирского. 
В конце XIX — начале XX века село входило в состав Богородской волости Даниловского уезда Ярославской губернии.
С 1929 года село являлось центром Озерковского сельсовета Даниловского района, в 1944 — 1959 годах — в составе Середского района, с 1954 года — в составе Середского сельсовета, с 2005 года — в составе Середского сельского поселения.

## Население
| 1859 | 2002 | 2007 | 2010 |
| ---- | ---- | ---- | ---- |
| 28   | ↘3   | ↘0   | ↗1   |

## Достопримечательности
В селе расположена недействующая Церковь Успения Пресвятой Богородицы (1764).